# Adrián García Andreu
Adrián García Andreu (Elx, Baix Vinalopó, 8 de setembre de 1882 - Ciutat de Mèxic, 25 de juliol de 1954) va ser un cambrer valencià, dirigent socialista madrileny durant la Restauració borbònica, membre de la Comissió Executiva i exiliat a Mèxic.
Durant un temps va viure a Orà fins que el 1908 es va instal·lar a Madrid, on va ingressar en l'Agrupació Socialista Madrilenya. Membre també de la UGT, n'arribaria a ser president de l'Agrupació de Cambrers de Madrid. El 8 d'agost de 1911 participa en un míting contra la guerra del Marroc en representació del Comitè Nacional de la UGT, fou detingut i posat en llibertat sota fiança a l'octubre. També presidiria el Comitè Nacional de la Federació de Cambrers, Cuiners, Reposters i Similars d'Espanya.
El novembre de 1923 a l'inici de la dictadura de Primo de Rivera es va traslladar a Mèxic on es va mantenir en contacte amb l'organització socialista espanyola. Després de la guerra civil espanyola va decidir donar suport el sector de Juan Negrín, raó per la qual a ell, Negrín i 30 destacats militants més del partit els fou retirat el carnet en 1946. El 24 d'octubre de 2009 va ser rehabilitat com a membre del Partit Socialista Obrer Espanyol. José Martínez Cobo cedí a la Fundació Pablo Iglesias la documentació d'Adrián García Andreu.